# Bükk (faanyag)
A bükk sokféleképpen hasznosítható kemény lombos faanyag, Magyarországon elsősorban az európai bükk (Fagus sylvatica) anyaga.

## Az élő fa
Közép-európai flóraelem. Hegyvidéki fafaj. Termőhelyigényes, szélsőségeket nem tűrő, a kései fagyokra érzékeny. Páradús levegőt igényel, mészkedvelő.
20–40 m magas egyenes, hengeres törzsű fa. Kérge háncsrosttól mentes, sima, szürkészöldes színű. Kéregvastagsága 1–2 cm.

## A faanyag
Halványsárgás, világosszürkés, rózsaszínes tónusú anyag. A szíjács és a geszt nehezen különíthető el. Az időnként előforduló vörösesbarna álgeszt a fa betegségének tünete. Kis méretű, szórtan elhelyezkedő pórusai szemmel nemigen láthatók, az évgyűrűk kései pásztájában ritkábbak, ezért itt a fa sötétebb színű. Bélsugarai szélesek, 1 mm körüliek, a sugármetszeten tükröket alkotnak, a húrmetszeten vöröses kis orsókként látszanak.

## Felhasználása
SzárításLassan és nagyon óvatosan kell szárítani, repedésre, vetemedésre hajlamos.
MegmunkálásMinden szerszámmal jól és könnyen megmunkálható, jól késelhető, hámozható. Jól gőzölhető, ettől színe vörösesbarnára változik, használat közbeni stabilitása javul. Gőzölve jól hajlítható.
RögzítésJól szegelhető, csavarozható, de repedékenysége miatt előfúrás ajánlatos. Jól ragasztható.
FelületkezelésJól pácolható, előkezelés nélkül is jól lakkozható. Fény hatására idővel sárgul.
TartósságHajlamos a fülledésre, nem időjárásálló, nem tartós, rovarok is gyakran károsítják.
Nagyon sokoldalúan használható faanyag. Bútor-, épület- és szerkezeti fának, bánya- és talpfának, farost- és rétegelt lemez készítésére, papír- és faszéngyártásra alkalmas. Kiváló tűzifa.